# Itatodon tatarinovi
 Itatodon tatarinovi  — викопний вид ссавців ряду докодонтів (Docodonta), що існував у юрському періоді (167,7 млн років тому). Скам'янілі рештки виду (голотип PIN 5087/2) знайдені у відкладеннях формування Ітат поблизу селища Березовськ у Красноярському краї Росії. Вид відомий тільки по рештках правих зубів верхньої щелепи. Названий на честь російського палеонтолога Леоніда Татаринова.